# Susanne Andersen
Susanne Andersen (Stavanger, 23 juli 1998) is een Noorse wielrenster die sinds 2022 voor de Noorse wielerploeg Uno-X Pro Cycling Team rijdt. In 2021 reed ze voor Team DSM. In 2019 en 2020 reed ze voor Team Sunweb en ervoor drie jaar voor Hitec Products.

## Carrière
In 2016 won ze zowel de wegrit als de tijdrit bij de junioren op het Noors kampioenschap wielrennen. Ze ging dan ook als een van de favorieten naar het wereldkampioenschap in Doha, Qatar. Ze werd 13e in de tijdrit. Op weg naar het hotel werd ze aangereden door een auto. Desondanks won ze vier dagen later brons in de wegrit voor junioren. Uit angst om het land Qatar niet meer uit te mogen, werd pas een maand na het incident bekend, toen ze weer in Noorwegen was, dat ze destijds was aangereden door een politieauto. Volgens de Noorse wielerbond gebeurde dit omdat ze als vrouw in een korte broek reed en dat de betreffende agent in plaats van te hulp te schieten een sigaret opstak.

## Palmares

### Overwinningen
2016
 Noors kampioene op de weg, junioren
 Noors kampioene tijdrijden, junioren
 Europees kampioenschap op de weg, beloften
2017
 Noors kampioenschap op de weg, elite
2018
 Noors kampioenschap op de weg, elite
2023
 Noors kampioene op de weg
2025
Ronde van Moeskroen
Antwerp Port Epic

### Resultaten in voornaamste wedstrijden
| Jaar | Ronde van Frankrijk | Ronde van Italië | Ronde van Spanje |
| ---- | ------------------- | ---------------- | ---------------- |
| 2017 |                     |                  | 8e               |
| 2018 |                     |                  |                  |
| 2019 |                     |                  |                  |
| 2020 |                     |                  |                  |
| 2021 |                     |                  |                  |
| 2022 |                     |                  |                  |
| 2023 | 93e                 | 73e              |                  |
| 2024 |                     |                  |                  |
| 2025 | buiten tijd         |                  | 102e             |

| Jaar | Gent-Wevelgem | Ronde van Vlaanderen | Parijs-Roubaix | Amstel Gold Race | Luik-Bast.‑Luik | Brabantse Pijl |  | WK op de weg |
| ---- | ------------- | -------------------- | -------------- | ---------------- | --------------- | -------------- |  | ------------ |
| 2017 | opgave        | opgave               |                | 65e              | opgave          |                |  | 7e           |
| 2018 | opgave        | 15e                  |                | opgave           |                 |                |  | opgave       |
| 2019 |               |                      |                |                  |                 |                |  | 29e          |
| 2020 |               |                      |                |                  |                 | 33e            |  | 70e          |
| 2021 | 98e           | opgave               | opgave         |                  |                 |                |  | 75e          |
| 2022 | 7e            | 35e                  | 43e            |                  |                 |                |  |              |
| 2023 |               | 80e                  | 27e            |                  |                 |                |  |              |
| 2024 | 75e           | 76e                  | 23e            | 59e              |                 | 39e            |  |              |
| 2025 | 23e           |                      | 93e            |                  |                 |                |  |              |

## Ploegen
- 2016 –  Hitec Products
- 2017 –  Hitec Products
- 2018 –  Hitec Products
- 2019 –  Team Sunweb
- 2020 –  Team Sunweb
- 2021 –  Team DSM
- 2022 –  Uno-X Pro Cycling Team
- 2023 –  Uno-X Pro Cycling Team
- 2024 –  Uno-X Mobility
- 2025 –  Uno-X Mobility

Andersen · Becker · Bjørnsrud · Frapporti · Gotaas Johnsen · Guderzo · Gunvaldsen · Hatteland Lima · Heine · Kitchen · Leth · Lorvik · Moberg · Thorsen · Wild
Aalerud · Andersen · Becker · Bjørnsrud · Frapporti · Gaskjenn · Gotaas Johnsen · Hatteland Lima · Heine · Hoeksma · Kessler · Moberg · Thorsen
Andersen · Becker · Frapporti · Gaskjenn · Guderzo · Gulliksen · Heine · Kessler · Lorvik · Moe · Møllebro · Solvang · Thorsen
Andersen · Brand · Ensing · Georgi · Kirchmann · Labous · Lippert · Mackaij · Mathiesen · Rivera · Soek
Andersen · Georgi · Henderson · Jackson · Kirchmann · Koch · Labous · Lippert · Mackaij · Mathiesen · Olausson · Rivera · Soek · Wiebes
Andersen · Georgi · Jastrab · Kirchmann · Koch · Labous · Lippert · Mackaij · Olausson · Peperkamp · Rivera · Soek · Wiebes
Ahtosalo · Andersen  · Barker  · Barnes  · Koerner  · Leth  · Lowden  · Ludwig  · Lutro  · Olausson  · Bjørndal Ottestad · Ysland
Ahtosalo · Andersen · Barker · Barnes · Confalonieri · Dideriksen · Berg Edseth · Koerner · Koster · Leth · Lowden · Ludwig · Lutro · Olausson · Bjørndal Ottestad · Ysland
Aalerud · Ahtosalo · Andersen · Anderson · Barker · Beekhuis · Berg Edseth · Boilard · Confalonieri · Dideriksen · Koerner · Koster · Leth · Lowden · Olausson · Bjørndal Ottestad · Ysland
Aalerud · Aasebø · Ahtosalo · Andersen · Anderson · Barker · Beekhuis · Berg Edseth · Boilard · Confalonieri · Gåskjenn · Gjertsen · Greve · Koerner · Koster · Bjørndal Ottestad · Ysland · Zanetti